# Echinocereus bristolii
Echinocereus bristolii, conocida comúnmente como alicoche, alicoche de soyopa u órgano pequeño de Soyopa, es una especie de planta suculenta perteneciente al género Echinocereus, dentro de la familia Cactaceae. Es endémica del noroeste de México (concretamente de la parte oriental del estado de Sonora).

## Descripción
Echinocereus bristolii es una especie de cactus que aunque al principio crece de forma solitaria, con el tiempo desarrolla ramificaciones y forma grupos de dos o tres tallos, incluso en algunos casos puede llegar a formar hasta treinta. Los tallos son cilíndricos, se estrechan hacia el ápice y presentan una epidermis de color verde oscuro. Alcanzan hasta 20 cm de longitud y entre 5 y 6 cm de diámetro, aunque en cultivo pueden llegar a medir hasta 10 cm de ancho. La superficie suele cubrirse total o parcialmente con espinas. Las raíces son fibrosas y ramificadas.
La planta presenta entre 15 y 19 costillas, aunque en ocasiones puede tener hasta 22. Estas costillas son bajas, afiladas y ligeramente tuberculadas. Las areolas, de forma elíptica, miden alrededor de 4 mm de largo y se encuentran separadas entre sí por una distancia de 5 a 7 mm. Las espinas tienen una coloración blanquecina o blanco rosado, con las puntas de tono rojo oscuro. Entre ellas se distinguen de 1 a 5 espinas centrales (generalmente tres), que miden de 0,8 a 1,5 cm de largo, siendo las inferiores más largas. También presenta entre 7 y 24 espinas radiales, que se disponen pegadas al tallo y miden entre 0,5 y 1 cm.
Las flores brotan cerca del ápice del tallo, tienen forma de embudo y son de color rosa, con una franja central más oscura y la garganta de tono más claro. Su longitud varía entre 3,8 y 8,5 cm, aunque en algunos ejemplares puede alcanzar hasta 11 cm. El diámetro oscila entre 5,5 y 13 cm. La yema floral es espinosa y está cubierta de pelos. La floración ocurre entre mediados y finales de la primavera.
El tubo floral mide entre 1,5 y 2 cm de largo, mientras que el ovario alcanza entre 1 y 1,5 cm. Ambos presentan un color verde oscuro y areolas con entre 15 y 20 espinas de color blanco a marrón, con una longitud de 0,5 a 1 cm. Los pétalos miden entre 2 y 4 cm de largo y entre 0,8 y 1 cm de ancho. La cámara de néctar tiene una longitud aproximada de 2 a 3 mm. Los estambres poseen filamentos de color verde claro de entre 1 y 1,5 cm y anteras amarillas. El estilo, de color blanco verdoso, mide entre 4 y 5 cm de largo. El estigma cuenta con entre 8 y 11 lóbulos de 5 a 8 mm de largo, de color verde.
Los frutos presentan una forma que va de redonda a ovalada y tardan alrededor de dos meses en madurar. Miden entre 1,2 y 2 cm de largo y entre 1,5 y 1,8 cm de ancho. Su coloración es verde con tonalidades marrones y la pulpa es blanca. Al alcanzar la madurez, se abren longitudinalmente. En su interior contienen semillas negras de entre 1,3 y 1,4 mm de largo y de 1 a 1,2 mm de ancho. La testa presenta perforaciones y una superficie recubierta de verrugas prominentes.

### Especies similares
Esta especie a menudo se confunde con Echinocereus reichenbachii, pero presenta flores mucho más grandes y tallos algo más grandes cubiertos de espinas blancas delgadas con las puntas oscuras.

## Distribución y hábitat
El área de distribución nativa de esta especie es el noroeste de México (concretamente en la parte oriental del estado de Sonora) y habita principalmente en biomas desérticos o de matorral seco.
Crece en las laderas sobre suelos pobres y rocosos, a menudo junto con Echinocereus rigidissimus y a altitudes que oscilan entre los 250 y los 1350 metros sobre el nivel del mar.

## Taxonomía
Echinocereus bristolii fue descrita por el botánico estadounidense William Taylor Marshall y publicada por primera vez en la revista científica Cactus and Succulent Journal 9: 160 en 1938.
Etimología
- Echinocereus: nombre genérico formado a partir de las palabras latinas ĕchīnus (que significa ‘erizo’) y cereus (que se traduce como 'vela' o 'cirio'), en alusión a los tallos cortos, columnares y espinosos que presentan las especies de este género.[14]
- bristolii: epíteto específico otorgado en honor al estadounidense Barkley Bristol, descubridor de la especie.[15][16]

## Estado de conservación
En la Lista Roja de Especies Amenazadas de la UICN, la especie está clasificada como de “Preocupación Menor (LC)”.
Las principales amenazas que sufre la especie se deben al cambio de uso del suelo, la ganadería agroindustrial y la deforestación. Sin embargo, la mayor parte de las subpoblaciones crece en suelos pobres y rocosos, no aptos para la agricultura ni la ganadería.

## Usos
Echinocereus bristolii se cultiva principalmente con fines ornamentales debido a su atractivo aspecto y a la vistosa floración que presenta. Su cultivo resulta relativamente sencillo, aunque requiere ciertos cuidados específicos. Esta especie es sensible al exceso de humedad, por lo que necesita un suelo con un drenaje excelente para evitar problemas de pudrición.
Prefiere un sustrato neutro o ligeramente ácido, enriquecido con gravilla para favorecer la aireación. Es recomendable utilizar agua de lluvia para el riego y aplicar ocasionalmente un suplemento de hierro quelado. Durante el verano, la planta necesita un lugar soleado y bien ventilado, y debe recibir riegos adecuados en climas cálidos. Para intensificar el color de las espinas, conviene exponerla a una gran cantidad de luz solar.
En invierno, requiere un ambiente luminoso, fresco y completamente seco. Tolera temperaturas bajas y resiste bien el frío si las temperaturas no descienden durante mucho tiempo por debajo de los –12 °C. En climas templados, puede crecer al aire libre siempre que se plante en un suelo con buen drenaje. La propagación se realiza mediante semillas.